# 苗笛
苗笛，苗語稱「raj nplaim」，是苗族傳統橫吹單簧氣鳴樂器，流行於黔東南和桂北地區，多用竹製作，長約40厘米，徑1厘米左右，音域較窄，一般只能發出5個音，採用一吹一吸的奏法演奏，吹奏時明朗，吸奏則稍暗，常用于独奏或为歌唱伴奏。

## 结构体
传统的苗族笛子由粗竹或竹管制成，长约20厘米，直径约0.7厘米。管子一端有铜刃，管体上同排有2～4个冲孔。这个芦苇本质上是一块非常薄的金属片，上面切有一个又长又窄的等腰三角形。将这块铜插入长笛的一端，并用蜡压住以防止其移动。表演者用一根芦苇把管子的整个末端放在嘴的一侧吹。在底部有一个位于顶部冲孔和上部第二冲孔之间的冲孔。
改进后的苗族笛身更大，直径约2厘米，长度可达45厘米。它一共钻了8个孔，鼓风机只需将带有簧片的管身放入嘴里，然后用嘴唇盖住簧片即可吹气。当打孔关闭或打开时，它们在吹气时会发出不同的高低声音。
苗族长笛的音高小于 1 个八度，但在改进的版本中，它的低音多 1 个，比最低的低音低 1个八度。 苗族长笛的音色清晰流畅，但也有一种胆怯的声音。如果鼓风机不能创造出苗族的传统音色，苗族人就不会承认它是苗族长笛，因为它不能表达苗族语言。